# La Pérouse (1877)
La Pérouse, a veces escrito Lapérouse, fue un crucero desprotegido, el primer buque de su clase, construido para la Armada francesa en la década de 1870. Estaba destinado a servir en el extranjero, en el imperio colonial francés, y fue encargado para reforzar la flota tras la derrota francesa en la guerra franco-prusiana. Para poder recorrer largas distancias, se le dotó de un aparejo completo para complementar su máquina de vapor, y llevaba una batería principal de quince cañones de 138,6 mm (5,46 pulgadas). Su velocidad máxima a vapor era de 15 nudos (28 km/h).
El La Pérouse fue enviado a Asia Oriental a finales de 1884 y llegó allí en enero de 1885, durante la guerra franco-china. Participó en el bloqueo de Formosa y en operaciones frente al río Yangtsé en la China continental. Permaneció en la Escuadra de Extremo Oriente al finalizar la guerra ese mismo año, pero en 1886 fue trasladado al Océano Índico. A principios de la década de 1890, participó en ejercicios de entrenamiento con la flota principal en aguas francesas. En 1896 fue enviado de nuevo al extranjero, regresando a la división del Océano Índico, donde sirvió como buque insignia de la división. En 1898, cuando se encontraba en Madagascar, el La Pérouse fue arrastrado a tierra por una tormenta después de que las cadenas de su ancla quedaran cortadas por un pecio sumergido. Considerado siniestro total, fue vendido como chatarra en 1901.

## Hundimiento
El 31 de julio de 1898, el La Pérouse esperaba para cargar carbón en Fort Dauphin, en el Madagascar francés, cuando una tormenta lo llevó a tierra y lo hizo naufragar. Según algunos informes, las cadenas del ancla se rompieron al chocar contra un pecio sumergido. En aquel momento era el buque insignia de la división de cruceros y, además del oficial al mando, llevaba a bordo al general Joseph Gallieni, gobernador de Madagascar. Toda su tripulación sobrevivió al incidente, y los cañones del buque fueron rescatados más tarde, junto con las provisiones que llevaba a bordo. El 14 de diciembre fue dado de baja en el registro naval y el 15 de enero de 1901 fue vendido para su desguace.